# Srebrnodziobek indyjski
Srebrnodziobek indyjski (Euodice malabarica) – gatunek małego ptaka z rodziny astryldowatych (Estrildidae), podrodziny mniszek (Lonchurinae). Występuje w południowej Azji i na Półwyspie Arabskim. Niezagrożony wyginięciem.

## Taksonomia
Po raz pierwszy gatunek opisał Karol Linneusz w roku 1758 w 10. wydaniu Systema Naturae, nadając mu nazwę Loxia malabarica. Holotyp pochodził z regionu Malabar (południowo-zachodnie Indie). IOC umieszcza srebrnodziobka indyjskiego w rodzaju Euodice, choć część autorów umieszcza obydwu przedstawicieli tego rodzaju w Lonchura. Możliwe, że srebrnodziobek indyjski i afrykański (E. cantans) tworzą nadgatunek; jednakże u ptaków w mieszanych stadach w niewoli wystąpiło kojarzenie selektywne, co sugeruje rozdział tych gatunków. Monotypowy.

## Zasięg występowania
Zasięg występowania srebrnodziobka indyjskiego obejmuje wschodnią Arabię Saudyjską, Zjednoczone Emiraty Arabskie, wschodni Oman i południowy Iran na wschód po Nepal, Bangladesz i Sri Lankę; zasiedla także Izrael, Jordanię, skrajnie północno-wschodni Egipt (Synaj) oraz północno-zachodnią Arabię Saudyjską – pochodzenie ptaków z tego obszaru nie jasne, możliwe wprowadzenie przez człowieka. Do tego E. malabarica introdukowano na Hawaje, Portoryko oraz Wyspy Dziewicze Stanów Zjednoczonych (Saint Croix).
Jego zasięg występowania (EOO, Extent of Occurrence) liczy, według szacunków BirdLife International, 11,3 mln km².
Środowisko życia stanowią otwarte półpustynne obszary, w tym zakrzewienia, świetliste, suche lasy, obszary rolnicze, również miasta i wsie.

## Morfologia
Długość ciała wynosi 109 do 116 mm; z tego 9,5–12 mm przypada na dziób, zaś około 48 mm na ogon. Skok mierzy 10–11 mm długości, natomiast skrzydło 52–54 mm. Masa ciała w przedziale 10–14 g.
U dorosłego samca wierzch ciała jasnobrązowy z ciemniejszą głową, którą wyróżnia niejednorodny wygląd upierzenia – nasady piór są czarniawe. Widoczna brew barwy od białej po płową. Kuper i pokrywy nadogonowe przybierają barwę białą, przy czym na tych drugich występują czarne krawędzie chorągiewek zewnętrznych. Pióra na granicy kupra i pokryw nadogonowych posiadają brązowe prążki. Sterówki czarne, na środkowej parze na zewnętrznych chorągiewkach w połowie długości widoczny rudy obszar. Pokrywy skrzydłowe i wewnętrzne lotki II rzędu brązowe. Skrzydełko, pokrywy lotek I rzędu oraz lotki I rzędu czarne. Kantarek, boki głowy, pokrywy uszne białe. Spód ciała biały z żółtawym odcieniem (według oryginalnego opisu „izabelowatym”). Boki szyi i ciała płowożółte; na bokach prążki. Tęczówka brązowa, dziób łupkowoniebieski po jasnoszary; kolor nóg waha się od winnego po jasnoszarobrązowy.
Samicę wyróżnia mniej wyrazista brew oraz prążki po bokach ciała. Różnice są widoczne, gdy ptaki są w parze (samiec z samicą), jednak rozpoznanie płci pojedynczego ptaka jest trudne.

## Zachowanie
Hugh Whistler (1928) opisał srebrnodziobka indyjskiego jako jednego z najnudniejszych indyjskich ptaków – „nie ma u niego migracji, zmian w upierzeniu, interesujących zachowań [...]” (it has no migrations, no changes of plumage, no habits of interests [...]). E. malabarica to wysoce społeczny gatunek. Występuje wspólny odpoczynek (clumping, połączony z bliskością poszczególnych osobników) oraz wzajemne czyszczenie piór. Poza sezonem lęgowym ptaki śpią po kilka w gnieździe. Głos kontaktowy to zwarte, głośne czrip! lub czrep! – podobne u obu płci, lecz u samicy ton wyżej (według Robina Restalla głosy brzmią niemal identycznie). Głos kontaktowy w locie stanowi głośne, wysokie i powtarzane czirrup!. Do głosów alarmowych zalicza się miękkie czek lub ostrzejsze cz łit, a także podekscytowane trititit. W trakcie interakcji społecznej srebrnodziobek indyjski odzywa się głosem opisywanym dwojako: według Gallaghera i Woodcocka jest to seesip seesip, zaś Restall podaje, że jest to tsheep tsheep. Pieśń opisywana jako miękki tryl.
E. malabarica żywi się opadłymi nasionami, które zbiera z ziemi (w tym roślin z rodziny ciborowatych, Cyperaceae). Obserwowano ptaki jedzące ryż lub proso z upraw, a także mrówki, żuki i inne małe owady. Indyjski ornitolog Salim Ali wzmiankował ptaki jedzące okazjonalnie nektar koralodrzewu (Erythrina).

## Lęgi

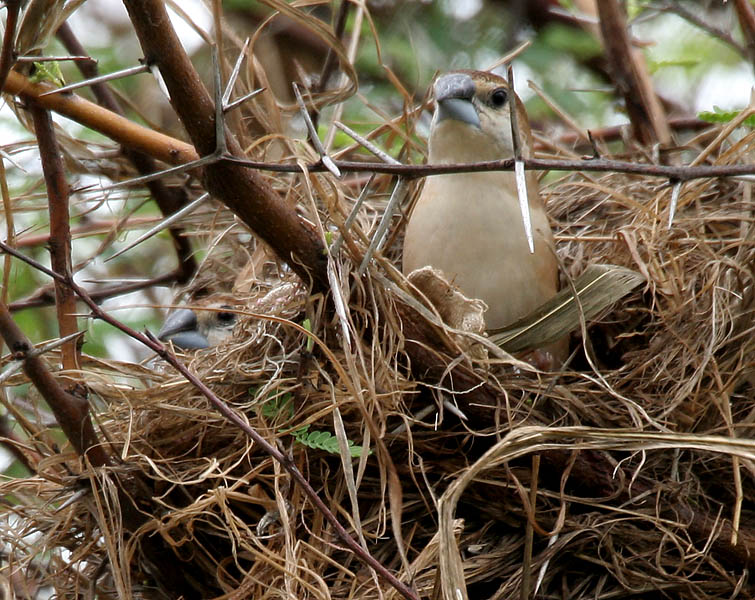
Ptaki w gnieździe na akacji

Rozpoczęcie sezonu lęgowego jest tożsame z początkiem pory deszczowej. W popisy samca wchodzi śpiew w wyprostowanej pozycji, prostowanie się i wracanie do normalnej pozy na zmianę, trzęsienie głową, prezentacja materiału gniazdowego (źdźbła trawy). Przed przystąpieniem do kopulacji samiec upuszcza materiał gniazdowy, kręci się na boki i kłania się.
Gniazdo zależnie od położenia przybiera różny kształt, od sferycznego po jajowaty. Za konstruowanie w większości odpowiada samica, samiec przynosi materiał na gniazdo – źdźbła traw na zewnętrzną warstwę oraz delikatne źdźbła, włókna roślinne i pióra na wyściółkę. Gniazda znajdywano w ciernistych krzewach, na drzewach do 3 m nad ziemią, w dziurach i pośród patyków w gniazdach ptaków szponiastych. W Sri Lance często ptak umieszcza gniazdo na pandanie; w Pakistanie natomiast nierzadko buduje je w nagim, ciernistym krzewie, przez co jest dobrze widoczne. Prawdopodobnie najchętniej srebrnodziobki indyjskie wybierają stare gniazdo wikłaczy. W Pakistanie obserwowano ptaki odwiedzające zajęte gniazda wikłaczy złotogłowych (Ploceus philippinus) oraz kreskowanych (P. manyar), szukając gniazda do przejęcia.
Zniesienie liczy 3 do 8 białych jaj. Eugene W. Oates podaje wymiary jaja około 15 na 12 mm. Jedno z doniesień mówi o gniazdach z 22 i 25 jajami w środku, inne zaś o parze wspólnie budującej i zajmującej gniazdo. Młode po wykluciu są czarne. Nie odzywają się, póki rodzic nie przybędzie do gniazda. Po 19 dniach są w pełni opierzone, a po kolejnym tygodniu zdolne do samodzielnego szukania pożywienia. Srebrnodziobki indyjskie wyprowadzają do 4 lęgów w ciągu sezonu.

## Status zagrożenia
Przez IUCN gatunek klasyfikowany jest jako najmniejszej troski (LC, Least Concern). Liczebność populacji nie została oszacowana, ale ptak ten opisywany jest jako pospolity bądź lokalnie pospolity. BirdLife International ocenia trend liczebności populacji jako prawdopodobnie stabilny ze względu na brak istotnych zagrożeń bądź dowodów na spadki liczebności. Ptak nie jest brany pod uwagę jako „trigger species” przy wyznaczaniu ostoi ptaków IBA.